# Boechera gracilipes
Boechera gracilipes là một loài thực vật có hoa trong họ Cải. Loài này được (Greene) Dorn mô tả khoa học đầu tiên năm 2003.